# جيمس تي. روجرز
جيمس تي. روجرز هو سياسي أمريكي، ولد في 18 أبريل 1864، وتوفي في 30 أغسطس 1929. نشط حزبياً في الحزب الجمهوري. وقد انتخب عضو جمعية ولاية نيويورك ‏.